# مازر (بو مريم)
مازر هي إحدى مشيخات المملكة المغربية، تتبع جغرافيا لإقليم فكيك وإداريًا لبو مريم. يقدر عدد سكانها بـ 1713 نسمة حسب الإحصاء الرسمي للسكان والسكنى لسنة 2004.